# باري فان غالين
باري فان غالين (بالهولندية: Barry van Galen)‏ (4 أبريل 1970 في هولندا - ) هو لاعب كرة قدم هولندي في مركز الوسط. شارك مع منتخب هولندا لكرة القدم. أما مع النوادي، فقد لعب مع إي زد ألكمار ورودا ياي سي ونادي هارلم وناك بريدا.

## وصلات خارجية
- باري فان غالين على موقع قاعدة بيانات كرة القدم.إي يو (الإنجليزية)
- باري فان غالين على موقع ناشيونال فوتبول تيمز (الإنجليزية)
- باري فان غالين على موقع عالم كرة القدم.نت (الإنجليزية)